# Municipio de Melrose (condado de Adams)
El municipio de Melrose (en inglés, Melrose Township) es una subdivisión administrativa del condado de Adams. Illinois, Estados Unidos. Según el censo de 2020, tiene una población de 5748 habitantes.

## Geografía
Está ubicado en las coordenadas 39°52′59″N 91°20′35″O / 39.88306, -91.34306. Según la Oficina del Censo de los Estados Unidos, tiene una superficie total de 121.1 km², de la cual 115.9 km² corresponden a tierra firme y 5.2 km² es agua.

## Demografía
Según el censo de 2020, hay 5748 personas residiendo en la zona. La densidad de población es de 49.6 hab./km². El 93.34% son blancos, el 1.22% son afroamericanos, el 0.71% son asiáticos, el 0.02% es isleño del Pacífico, el 0.61% son de otras razas y el 4.11% son de una mezcla de razas. Del total de la población, el 1.44% son hispanos o latinos de cualquier raza.